# Samsung Galaxy Tab S 10.5
Il Samsung Galaxy Tab S 10.5 è un tablet computer Android di 10.5 pollici prodotto e messo in commercio dalla Samsung Electronics. Appartiene alla nuova ultra serie "S" del Samsung Galaxy Tab, che include anche un modello di 8.4 pollici, il Samsung Galaxy Tab S 8.4. È stato annunciato il 12 giugno 2014 ed è stato distribuito nello stesso mese. Questo è il primo Tablet di 10.5 della Samsung che si propone di essere un concorrente diretto dell'iPad Air.

## Storia
Il Galaxy Tab S 10.5 è stato annunciato il 12 giugno 2014. È stato mostrato insieme al Galaxy Tab S 8.4 al Samsung Galaxy Premier 2014 a New York.

## Versioni
- SM-T800 (WiFi)
- SM-T805 (3G e 4G/LTE & WiFi)
- SM-T8005 (Duo cina/WiFi)
- SM-T807 (Verizon/WiFi)
- SM-T810 (WiFi)
- SM-T815 (Aggiornabile ad Android 6.0.1 Marshmallow con Samsung Experience 7.0)

## Caratteristiche
Il Galaxy Tab S 10.5 è stato distribuito con la versione Android 4.4.2 Kitkat. Samsung ha personalizzato l'interfaccia con il software TouchWiz Nature UX 3.0. Come la standard suite di Google Apps, ha Samsung Apps come ChatON, S Suggest, S Voice, S Translator, S Planner, WatchON, Smart Stay, Multi-Window, Group Play, All Share Play, Samsung Magazine, Professional pack, Multi-user mode, SideSync 3.0 e Gear/Gear Fit manager.
Il Galaxy Tab S 10.5 è disponibile in WiFi e le varianti 4G/LTE & WiFi. La memoria va da 16 GB a 32 GB secondo il modello, con una card slot microSDXC per l'espansione fino a 128 GB. Ha uno schermo di 10.5 Full HD Super AMOLED con una risoluzione di 2560x1600 pixels e una densità pixel di 287 ppi. Ha anche una fotocamera frontale di 2.1 MP senza flash e la fotocamera posteriore di 8.0 MP AF con flash LED. Ha l'abilità di fare video HD.
Il Galaxy Tab S 10.5 è il tablet più sottile mai creato dalla Samsung, l'unico tablet ad avere il Finger Scanner, l'unico ad avere un display Super AMOLED UHD ed è anche il tablet più veloce grazie al suo processore Exynos 5 Octa 5420.

## Critica
The Verge ha apprezzato lo schermo AMOLED, che è più sottile dell'iPad Air, e trova il Multi-Schermo molto utile. Tuttavia, The Verge non apprezza il materiale plastico, numerose confusioni del software e difficile da usare il lettore a impronte digitali.